# 堀内 章秀

堀内章秀（ほりうち たかひで　1970年5月5日 -）は、青森県北津軽郡出身のミュージシャン・シンガーソングライター・ギタリスト・詩人・作曲家・サラリーマン。

バンド「Bubble Bus（バブルバス）」のフロントマンとして活動後、音楽ユニット「無頼庵（ぶらいあん）」主催、として、活動中。

## Bubble Bus～バブルバス
1992年　堀内と大学サークルのメンバーを中心にバンド「Bubble Bus」結成。
60年代～90年代の欧・米・日の音楽から影響を受けた、
フォークロック～ギターポップ色の強いサウンドとツインボーカルで、若干の人気を博す。
メンバーは、

Vo,G：堀内　Vo,Key：辻文江　Eg：奈良篤樹　Bs,Violin：影山桐子　Ds,Pc：江島文博。
結成以降、主に「新宿JAM」「下北沢Shelter」「下北沢Que」等、都内のライブハウスでライブを行い、1993年頃から「新宿JAM」にて、ライブイベント「Suck On！」開催。

1994年　Motorway recordsより、スコットランドのバンド「Goldenrods」とのスプリット7インチアナログシングル「Words of love」発表。

その後、Bubble Bus単体での7インチアナログシングル「My Funny Face/The End Of Dreams」発表。日本、海外の一部のリスナーを熱狂させる。

1995年2月　T-REXのトリビュートアルバム「X-REX」（FILE RECORDS）で「Sunken Rags」をカバー。

※ジャケット写真は、市川 実和子。ザ・ハッピーズ/NATURAL CALAMITY/RECK/Greedy Greenn　等が参加。

複数のレコード会社が興味を示す中、1995年11月　Midi Creativeより全曲英詞の1st アルバム「Assnallo」発表。

インディーズシーンで少なからず話題を呼ぶ。

Eg：奈良篤樹　脱退。

Samantha's Favourite等で活動していた　Eg：嶋村輝之　加入。

Midi（RHIME）よりデビューしていた「サニーデイ・サービス」の2ndアルバム「東京」発売時、東京・大阪Quattroツアーにフロントアクトとして同行。

1996年7月　Midi（RHIME）より、初の日本語詞によるマキシシングル「バイバイ」でメジャーデビュー。

※この頃より「バブルバス」表記。

1996年11月　2nd マキシシングル「タイムマシーン」発表。

※奇しくも、堀内の敬愛する「藤子・F・不二雄」逝去に伴う形となる。

1997年7月　2nd アルバム「ヒトトキカイ」発表。

Ds：江島文博　脱退。

堀内の憧れであったサザンソウルバンド「The Fave Raves」他で活動していた
Ds:廣山憲多郎　加入。

1998年5月　辻文江がメインボーカルを務める3rd マキシシングル「春色」発表。

1998年9月　3rd アルバム「バブロック」発表。

Ds:廣山憲多郎　脱退。

The ピーズ、Samantha's Favourite等で活動していた　Ds:ウガンダ　加入。

新宿JAMで「Suck On！」の発展形「Fish On！」を開催する他、ライブをメインに精力的に活動。
も、2000年、新宿JAMにて、敬愛するバンド「エコエコサイクルズ」「ジンタ」に看取られながら、ラストライブを行い、解散。

解散理由は「飽きた」「疲れた」「No Future」「需要がなくなった」等々。

その後、堀内は2001年よりソロユニット「無頼庵」として活動。

辻は渡欧後、ドイツ/東ベルリンにて「Fleck Fumie」として活動。

嶋村は「Terry Shimamura Group」～「赤い夕陽」で活動。

## 無頼庵（ぶらいあん）
堀内のソロユニット（活動の場）として、2001年より活動。

妄想と現実の狭間で、時に独りで、時に信頼のおけるメンバーとともに、
適当かついい加減な、唯一無二の音楽を奏でる。

あくまで「無頼庵」はユニット名、屋号のようなもので、無頼庵＝堀内、ではない為、堀内をぶらいあん、ブライアン、無頼庵と呼ぶのは誤り。

由来：
坂口安吾や織田作之助等の無頼派の作家、

ザ・ビーチボーイズのブライアンウィルソン、ザ・ビートルズのマネージャーであるブライアンエプスタイン、ザ・ローリングストーンズのブライアンジョーンズ、等を好きな堀内が、呑みの席で「もう音楽やめて無頼庵ていう蕎麦屋やろうかと思って」と発したのが始まり、とも言われているが、真偽のほどは定かではない。

2001年　元ジンタのVo,Eg：竹内圭、Pf：宮沢賢治らが参加していたバンド「流刑地」、Bs：榎戸博之（フリーボ/SugarPlant）らとのコラボ開始。

2002年3月　新鮮なポップ・ミュージックを追求したレーベル、Teenage Symphonyからのコンピレーションアルバム「Smells like teenage symphony」に「同調」で参加。

バブルバス時代からの朋友「フリーボ」のサポートの元、14名のストリングスを導入したレコーディングを行う。

※「Smells like teenage symphony」には　初恋の嵐/ゲントウキ/セロファン/永江孝志/カーネーション/タイライクヤ/Runt Star/Chains/sunzriver/commonbill/岩見十夢　らが参加。

2002年5月　はっぴいえんどかばあぼっくす（OZ DISC）参加。「しんしんしん」をカバー。

2003年3月　フリーペーパー「アンダウン」の編集長、鈴木大介がセレクトした都会派ポップスを収録した、コンピレーション・アルバム「トーキョー・シティライツ vol.1」に「多分多分」（デモバージョン※w/t Perc：神谷洵平）で参加。

他の参加アーティストは、伊藤銀次/堂島孝平/NONA REEVES/ヒックスビル　等。

この頃、Eg：玉川裕高（ヒップゲロー～commonbill～赤い夕陽）、
Eg：石垣窓・Ds：廣瀬方人（フリーボ）、Bs：隅倉弘至・Ds：鈴木正敏（初恋の嵐）、Ds：小寺良太（椿屋四重奏）、Pf：杉浦琢雄（東京60watts）等とのバンド編成でのライブを頻繁に行い、一部で評判を呼ぶ。

複数のレコード会社が興味を示しては去る状況、が続くも、

2003年10月　徳間ジャパンより1st ミニアルバム「優しく明るく」発表。

2004年2月　1st マキシシングル「シンギン」発表。

2004年4月　1st フルアルバム「パラレル」発表。

その後、徳間ジャパンとの契約解除。無収入となる。

2005年頃から、主に東京都内にて、
Ds：廣瀬方人（ex.フリーボ）、Wood Bass：うのしょうじ（ex.ソーイングマシーン） とのトリオ編成、ソロでの弾き語りライブを継続的に行う。

また、主にライブ会場でのみ販売するデモ音源を多数作成。一部のリスナーの共感を呼ぶ。

2011年頃より、新宿紅布にて　シンガーソングライター　沢田ナオヤ、かみぬまゆうたろうと
コンデンサーマイク1本での弾き語りイベント「帰れない三人」を行う。

同イベントには、奇妙礼太郎、曽我部恵一、竹原ピストル、角森隆浩、中村ジョー、三上寛、三輪二郎、ワタナベイビー等が出演。

2021年3月より　吉祥寺Black＆Blueでライブイベント「武蔵野百景」開催。
これまでの出演者は、双六亭、MOUSE、北山昌樹と狸穴、佐藤幸雄とわたしたち、五目亭ひじき（exヨシンバ）、吉井功（ヨシンバ）、林邦洋、中村ジョー＆イーストウッズ、ぱぱぼっくす等。

2025年8月現在、某企業でフルタイムのサラリーマンとして働きながら、ライブ、音源作成ともに、ほそぼそと行い中。

●2025年8月、Grokによると、

無頼庵は、シンガーソングライター堀内章秀を中心とした日本の音楽ユニットです。2001年から活動を開始し、2003年に徳間ジャパンからミニアルバム『優しく明るく』でメジャーデビュー、2004年にファーストアルバム『パラレル』をリリースしました。音楽スタイルは、60～70年代の日本・アメリカ・イギリスのポップミュージックに影響を受け、歌謡ロックの要素を取り入れたもの。堀内は青森県北津軽郡鶴田町出身で、ビートルズやキンクス、ビーチ・ボーイズ、ニール・ヤングなどの音楽に強い影響を受けています。彼の音楽は「生々しさとファンタジーの同居」をテーマに、リアルな生活感とポップな情感を融合させているのが特徴です。インタビューでは、自身の経験や感情を音楽に込め、聴く人に楽しさや救いを提供したいと語っています。バンドメンバーには、隈倉弘至（ベース）、石垣窓（ギター）、小寺良太（ドラム）などが参加しています。
との事。